# Constitución del Ecuador de 2008
La Constitución del Ecuador de 2008, denominada oficialmente como Constitución de la República del Ecuador es la norma jurídica suprema vigente del Ecuador. Reemplazó a la Constitución de 1998. Fue redactada por la Asamblea Nacional Constituyente que sesionó entre 2007 y 2008; y luego, el texto normativo fue sometido a referéndum constitucional siendo aprobado mediante sufragio universal obteniendo el 63.93 % de los votos válidos. El texto aprobado fue enviado y publicado en el Registro Oficial y rige como constitución nacional desde el 20 de octubre de 2008. 
La Constitución de 2008 se establece como la norma jurídica de mayor jerarquía dentro del ordenamiento jurídico ecuatoriano, primando inclusive sobre los convenios y tratados internacionales —salvo excepciones en casos de derechos humanos más beneficiosos—, leyes orgánicas y ordinarias, así como las demás normas expedidas por gobiernos autónomos descentralizados de entidades subnacionales y las redactadas por ministerios e instituciones públicas. Esta supremacía obliga a todas las nuevas normas infraconstitucionales a que sean redactadas en concordancia a los derechos y garantías establecidas en el texto constitucional, así como también reformó y derogó a las viejas normas que se contraponían a ella.
Esta constitución es denominada como garantista dentro de la tendencia neoconstitucionalista, y cambia el modelo estatal de Estado social a Estado constitucional de derechos y justicia. La constitución ecuatoriana de 2008 está conformada en un preámbulo y nueve títulos, en los cuales están comprendidos los cuatrocientos cuarenta y cuatro artículos; sin embargo, según su estudio, está dividido en la parte dogmática en la cual se encuentra los catálogos de derechos fundamentales y las garantías jurisdiccionales, y la parte orgánica en la cual organiza la estructura del Estado. A diferencia de las anteriores constituciones, la Constitución de 2008 establece la separación de funciones en cinco, siendo las tres tradicionales (ejecutiva, legislativa y judicial) y dos nuevas: la electoral y la de transparencia y control social
Desde su promulgación en el 2008, la constitución vigente ha sufrido tres modificaciones en su texto original a través de dos reformas y una enmienda en el 2011, 2014 y 2018. Los principales cambios han girado en torno a la reelección indefinida de autoridades, asuntos referentes a la administración de justicia, plazos en procesos penales, entre otros.

## Historia

### Antecedentes

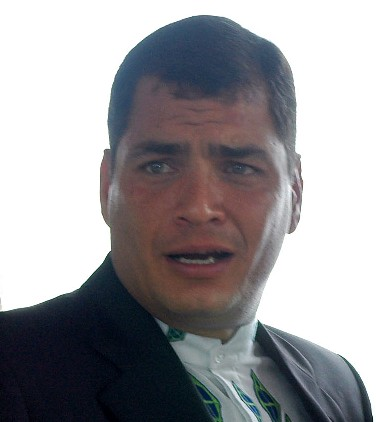
Rafael Correa propuso la creación de una asamblea constituyente.

La idea de crear una nueva constitución para el Ecuador, fue parte de la campaña política de Rafael Correa para las elecciones presidenciales de 2006, las cuales ganó ante su rival Álvaro Noboa. Tras su posesión de mando, el 15 de enero de 2007, inició una fuerte lucha en contra del antiguo Congreso Nacional el cual estaba conformado en su mayoría por diputados de la oposición. El poder legislativo se oponía a la propuesta de Correa sobre la creación de una asamblea constituyente y sugería la conformación de una asamblea constitucional, la cual reformaría los aspectos defectuosos de la constitución de 1998.
Tras las discusiones entre el poder ejecutivo y el poder legislativo sobre las propuestas de cada uno, el gobierno recibió apoyo del Tribunal Supremo Electoral que decidió convocar un consulta popular, pero el Congreso protestó ante el desconocimiento de su autoridad sobre esa decisión por lo cual destituyó al presidente del Tribunal y enjuició a 4 vocales de dicho organismo. Sin embargo el Tribunal Electoral destituyó a 57 diputados de la oposición, dándole con ello una nueva mayoría legislativa al oficialismo, la cual aprobó el sometimiento de la decisión de la constituyente a referéndum. El 15 de abril del 2007 se desarrolló la "Consulta Popular" en el cual se aprobó la creación de una asamblea constituyente que redacte una nueva constitución. La aprobación fue apoyada por el 81.72% del electorado; mientras que un 12.43% de la ciudadanía se opuso a dicha aprobación.
Se designó a la ciudad de Montecristi, en la provincia de Manabí, como sede de la asamblea constituyente en honor a ser la ciudad natal del expresidente Eloy Alfaro, para lo cual se construyó un edificio en las afueras de la ciudad denominado Ciudad Alfaro. Rápidamente el Tribunal Supremo Electoral convocó a elecciones para el 30 de septiembre del mismo año, con el objetivo de designar a los asambleístas constituyentes. En esas elecciones, el partido oficialista obtuvo 80 de 130 curules, con lo cual se consolidó como mayoría en la futura asamblea.

### Asamblea constituyente
Los 130 asambleístas constituyentes se instalaron en Montecristi el 30 de noviembre de 2007. La mayoría de los escaños de la asamblea pertenecían al partido de gobierno, Alianza PAIS, los cuales formaron alianzas con otros partidos de izquierda para formar una mayoría absoluta. La presidencia fue tomada por Alberto Acosta, militante del partido de gobierno y amigo de Rafael Correa.
La Asamblea Nacional Constituyente, contaba con plenos poderes, con lo cual ordenó la disolución del antiguo Congreso Nacional. La Asamblea pasó inmediatamente a tomar las funciones legislativas de la República, para lo cual formó una comitiva especial para ello.
Se formaron 10 comisiones ("mesas") para encargarse de los varios aspectos a tratarse en la elaboración de la constitución. Las comisiones fueron: de lo Civil y Penal, de lo Laboral y Seguridad Social, de lo Tributario Fiscal y Financiero, de desarrollo económico y producción, de organización territorial y gobiernos autónomos, de reforma del Estado y gestión pública, de participación social, de salud y ambiente, y de contratación pública y transparencia.
Al principio, la asamblea fue presidida por Alberto Acosta, pero tras la renuncia de este debido a divergencias con Rafael Correa, asumió el mandato el exalcalde de Cuenca, y vicepresidente de la Asamblea Fernando Cordero Cueva.
La Asamblea Constituyente finalizó su labor la noche del jueves 24 de julio de 2008, y el texto de la nueva constitución fue aprobado por 94 miembros. El 25 de julio se realizó la ceremonia de clausura de la asamblea, con la presentación del proyecto de constitución.

### Aprobación del proyecto

Eslogan de la presentación del proyecto de constitución.

Una vez terminado y presentado el proyecto de constitución por la Asamblea Nacional Constituyente el 25 de julio de 2008, el Tribunal Supremo Electoral ratificó la convocatoria a referéndum (consulta popular) para que el electorado vía democrática decida aprobar o descartar dicho proyecto. El Tribunal designó el 13 de agosto como fecha para realizar la convocación de dicha consulta popular. Mientras que la Asamblea Constituyente entró a receso hasta la aprobación o rechazo del proyecto en las urnas. Las intenciones del Tribunal Supremo Electoral eran de convocar a elecciones para octubre de aquel año, sin embargo, la Asamblea Constituyente, en su calidad de organismo legislador temporal, ejerció presión sobre el organismo electoral para que su plazo sea menor para realizar el referéndum. Finalmente el Tribunal convoca a "consulta popular" para el 28 de septiembre de 2008.
La campaña por la opción Sí (opción aprobatoria) estuvo liderada por el Presidente de la República, Rafael Correa, su partido político Alianza PAIS y las agrupaciones que apoyaron la propuesta de constitución. Otros partidos políticos también se unieron en la campaña por el Sí, de los cuales los más destacados fueron: Izquierda Democrática, Partido Roldosista Ecuatoriano, PS-FA, Pachakutik, Movimiento Popular Democrático y ex-dirigentes del antiguo Partido Comunista del Ecuador.
La campaña por la opción No (opción reprobatoria) se centró en la ciudad de Guayaquil y los temas y razones esgrimidas fueron múltiples y sin un eje único ni unidad de discurso, los argumentos y grupos fueron heterogéneos: desde los activistas que hacían reivindicación de las libertades civiles y las libertades económicas, hasta aquellos que reclamaban por temas religiosos, además de la defensa de la institucionalidad jurídica o la autonomía de los municipios por parte de algunos funcionarios. La campaña fue liderada por el alcalde de Guayaquil, Jaime Nebot, además de varios otros partidos políticos de la oposición.
El 28 de septiembre se desarrolló el referéndum constitucional sin mayores anomalías, en el cual la opción Sí obtuvo el 63.93% frente al 28.10% de la opción No, dándose con ello la aprobación del proyecto de constitución de la Asamblea Constituyente. Los resultados oficiales fueron publicados por el Tribunal Supremo Electoral el 16 de octubre, e inmediatamente se ordenó la publicación de la nueva constitución en reemplazo de la Constitución de 1998.
La Constitución de 2008 rige a partir de su publicación en el Registro Oficial el 20 de octubre de 2008, con lo cual inició un "régimen de transición" dispuesto por la propia nueva constitución en donde dejó al gobierno de turno en sus propios cargos por un período de preparación para las modificaciones especificadas en la carta magna. El régimen de transición concluyó una vez que el Consejo Nacional Electoral (organismo que reemplazó al Tribunal Supremo Electoral) convocó a elecciones generales para el 26 de abril de 2009.
En mayo del 2011 mediante un nuevo referéndum, el pueblo ecuatoriano aprobó varias enmiendas a la Constitución, especialmente en el campo jurisdiccional: se modificaron los artículos 77 (relacionado con la detención preventiva y la aplicación de medidas no privativas de libertad; suspensión del decurso del plazo de prisión preventiva cuando el reo premeditadamente quiere provocar su caducidad), 179 (Cambia el número de delegados del Consejo de la Judicatura de 9 a 5 miembros), 181 (Las decisiones del Consejo de la Judicatura se cambian y ahora se adoptan por mayoría simple), 312 (directivos de empresas financieras no pueden ser directivos ni participar en medios de comunicación y viceversa), transitoria vigésimo novena (participaciones de empresas financieras en medios de comunicación deberán ser enajenadas en plazo de un año (antes eran dos)) y artículo 20 del Régimen de Transición (se disuelve el pleno del Consejo de la Judicatura y se crea un consejo de la judicatura de transición, conformado por tres delegados: Uno del presidente, uno de la Asamblea Nacional y uno de la Función de Transparencia) Para estos cargos fueron nombrados en el mismo orden: Ing. Paulo Rodríguez Molina, Dra. Tania Arias Castro y Dr. Fernando Yavar Umpiérrez

## Estructura de la constitución
La Constitución ecuatoriana de 2008 se compone de 444 artículos, los cuales están divididos en 9 títulos que a su vez se subdividen en capítulos. También se pueden encontrar disposiciones transitorias, una disposición derogatoria y una disposición final, los cuales sirvieron únicamente para la administración durante el régimen de transición implementado a partir de la publicación de esta constitución en el Registro Oficial el 20 de octubre de 2008.

### Preámbulo
El preámbulo de la constitución ecuatoriana de 2008, intenta preestablecer que la soberanía radica en el pueblo, y hace alusión a su pasado histórico desde la época precolombina, recordando a las diversas culturas y etnias que han sobrevivido a los períodos de conquista incásica y española y aún se encuentran presentes en varias comunidades indígenas de la serranía y en comunas ancestrales a lo largo del litoral, así como los pueblos de las zonas amazónicas. Trata de establecer a la naturaleza como sujeto de derecho reconociéndola como vital para la existencia. Uno de los puntos de debates muy fuertes durante la redacción de esta parte del texto constitucional fue la inclusión de la palabra «Dios», siendo esto debido a que la amplia mayoría de la población profesa la religión católica, seguida por una importante cantidad de otros cultos cristianos protestantes; sin embargo, la minoría no cristiana y/o atea mostró inconformidad por la invocación al dios judeocristiano.
Además de la breve introducción motivacional, en el preámbulo de la Constitución los constituyentes se plantean como propósito la implementación del sumak kawsay (en español: «buen vivir»), el cual es una propuesta política que pretende alcanzar el bien común para las personas en concordancia y armonía con la naturaleza, y el desarrollo sostenible. También la igualdad ante la ley y el respeto entre los conciudadanos. Por último, trata de hacer un llamado a la integración latinoamericana en bloques u organizaciones internacionales.

### Título I: Elementos constitutivos del Estado
El primer título de la actual constitución trata de la definición principal del Ecuador. Comprende desde el artículo 1 hasta el artículo 9, los cuales integran dos capítulos. El primer capítulo trata de los principios fundamentales del Estado ecuatoriano, con lo cual define su forma gobierno republicano; defiende, entre otras cosas, la democracia y el laicismo; establece los deberes primordiales del Estado y define la soberanía nacional. El segundo capítulo establece a quienes se les atribuye la ciudadanía ecuatoriana, y de que forma las personas nacidas en el extranjero pueden llegar a tenerla.

### Título II: Derechos
El segundo título de la actual constitución trata del establecimiento y reconocimiento de los derechos de las personas por parte del Estado. 
Comprende desde el artículo 10 hasta el artículo 83, los cuales integran nueve capítulos. Los capítulos van tratando, uno por uno, los diferentes derechos, como por ejemplo: del buen vivir, de libre comunicación y libre información, de vivienda, salud, trabajo; además establece grupos de atención prioritarias, y el derecho a las diferentes nacionalidades y pueblos que coexisten en el Ecuador. También se identifican los derechos de la naturaleza, de la protección y, por último, las responsabilidades que los ciudadanos deban tener al hacer uso de sus derechos.
El artículo 45, que dispone, entre otras cosas: "El Estado reconocerá y garantizará la vida, incluido el cuidado y protección desde la concepción."
ALGUNAS INSTITUCIONES QUE SE CREARON APARTIR DEL 2008 FUERON
-La silla vacía 
-Quinto poder del Estado, denominado Consejo de Participación Ciudadana y Control Social
-Consejo nacional electoral

### Título III: Garantías constitucionales
Se refiere a la garantía de los derechos previamente suscritos en la presente ley
va desde el artículo 84 hasta el artículo 94
Adultas adultos mayores,
Jóvenes,Movilidad humana,
Mujeres embarazadas,
Niñas, niños y adolescentes,Personas con discapacidad,Personas con enfermedades catastróficas,
Personas privadas de libertad,
Personas usuarias y consumidoras

### Título IV: Participación y organización del poder
Algunos sectores la conocen como una de las mayores innovaciones de la nueva constitución, fomenta la participación ciudadana y el ejercicio de la soberanía popular por medio del control de las entidades públicas.
Dentro de la organización del poder se encuentran las cinco funciones del estado, que son: 
- Función legislativa
- Función ejecutiva
- Función judicial
- Función electoral
- Función de transparencia y control social.

### Título V: Organización Territorial del Estado
Organizó al país en Regiones, Provincias, Cantones y Parroquias Rurales y a cada uno le asigna un "Gobierno Autónomo Descentralizado" estos están conformados por una autoridad ejecutiva y un cuerpo legislativo. Gobernador y Consejo Regional para las regiones, Prefecto y Concejo Provincial para las provincias, Alcalde y Concejo Municipal (o Cantonal) para los cantones y Junta Parroquial para las parroquias rurales.
Igual crea los "Distritos Metropolitanos" que serán cantones con rango de región asumiendo las competencias de todos los niveles de gobiernos autónomos descentralizados sus autoridades son el Alcalde Metropolitano y el Concejo Metropolitano.

### Título VI: Régimen de desarrollo
Habla del conjunto de organizado sostenible y dinámico, tiene la posibilidad de ampliar las potencialidades y capacidades de las personas como régimen político, económico social cultural y ambiental.

### Título VII: Régimen del buen vivir
Habla de la convivencia social, inclusión y la equidad, biodiversidad y recursos naturales, salud, educación, cultura, etc.

### Título VIII: Relaciones Internacionales
No admitida actualmente en el estado ecuatoriano
Propugna el principio de la ciudadanía universal, la libre movilidad de todos los habitantes, impulsa la integración económica equitativa solidaria y complementaria, la unidad productiva la adaptación política, etc.

### Título IX: Supremacía de la Constitución
La Constitución es la norma suprema y prevalece sobre cualquier otra del ordenamiento jurídico. Las normas y los actos del poder público deberán mantener conformidad con las disposiciones constitucionales; en caso contrario carecerán de eficacia jurídica.

## Fundamentos
La nueva Constitución de Ecuador establece un "Estado de derechos" que se fundamenta en los denominados DESCA, o derechos colectivos y ambientales, donde el Estado se convierte en garante y actor de tales, desplazando la prioridad dada a las garantías individuales de la anterior constitución. Según analistas, la nueva Constitución permitirá desarticular el modelo de Estado de Derecho y economía social de mercado y pasar de una "constitución de libertades" a una "constitución del bienestar" transversalmente adornada por la filosofía comunitarista ancestral del "buen vivir" de los antiguos quechuas, recogido explícitamente en el texto sumak kawsay.
Para lograrlo se erige un modelo desarrollista o estructuralista de la economía dándole un papel central al Estado en la planificación de la producción reduciendo más aún el papel del mercado (Ecuador es desde hace algunas décadas uno de los países más intervencionistas de la región con mayor incremento del gasto público); además instaura un sistema proteccionista arancelario bajo el término de soberanía alimentaria, rechazando el comercio libre. En lo social se promulga un modelo asistencialista en la educación, salud, servicios básicos e infraestructura dónde se da predominancia al sector público, y se restringe o regula fuertemente al sector privado cerrando las puertas a la privatización y la libre competencia en tales áreas. En lo administrativo refuerza las funciones del gobierno central en detrimento de los gobiernos municipales.
Se instaura además de los tres poderes tradicionales un cuarto poder denominado Consejo de Participación Ciudadana y Control Social, una suerte de corporación del poder popular formada por los antiguos organismos de control constitucionales y por movimientos sociales designados por el ejecutivo que juzgaran lo constitucional o no de las políticas públicas y la legislación posterior.
En política exterior y comercio exterior se consagra la predominancia a la integración regional bolivariana en particular y latinoamericana en general, minimizando el papel de la globalización.

## Primera Reforma Constitucional
A finales de 2010 el presidente Rafael Correa anunció su intención de convocar a una consulta popular para enmendar la Constitución y el Código Penal con miras a mejorar la seguridad ciudadana y la administración de la justicia, además de algunos temas de interés público. En enero de 2011 envió a la Corte Constitucional su propuesta de consulta/referéndum en las que enviaba 10 preguntas, 5 de ellas enmiendas constitucionales, con algunos cambios la Corte autorizó la consulta y esta fue convocada para el 7 de mayo del mismo año.
Tras 40 días de campaña el pueblo ecuatoriano aprobó por un pequeño margen las 10 preguntas. Los artículos enmendados fueron:
- Artículo 77 numeral 9
- Artículo 77 numerales 1 y 11
- Artículo 179
- Artículo 181
- Artículo 312 primer inciso
- Disposición transitoria vigésimo novena
- Artículo 20 del Régimen de Transición

Esta enmienda implicó los siguientes cambios:
- Cambio en los plazos y condiciones de la prisión preventiva
- Regulación de las condiciones para dar medidas sustitutivas a la prisión preventiva
- Prohibición a los accionistas y empresas bancarias y de comunicación participar en otros negocios que no sean exclusivamente la actividad bancaria o la actividad comunicacional
- Creación de un Consejo de la Judicatura de Transición que debe reformar la función judicial en el plazo de 18 meses conformado por un representante del Presidente, uno de la Asamblea y uno del Consejo de Participación Ciudadana y Control Social
- Nueva estructura del Consejo de la Judicatura formado por representantes del presidente, la Asamblea Nacional, el fiscal general, la Corte Nacional de Justicia (quien lo presidirá) y el defensor público elegidos mediante ternas enviadas por las mencionadas autoridades, su selección estará a cargo del Consejo de Participación Ciudadana y Control Social.

La Primera Enmienda fue publicada en el segundo suplemento del Registro Oficial N.º 490 del 13 de julio de 2011 entrando a partir de esa fecha en vigencia.

## Reformas constitucionales
En el 2014, el presidente Rafael Correa y la bancada oficialista de la Asamblea Nacional propusieron un paquete de enmiendas constitucionales a ser aprobadas por el pleno de la Asamblea, para que sean examinadas por la Corte Constitucional, en las cuales se incluyen la introducción de la reelección indefinida de todas las autoridades de elección popular, mencionar a la comunicación como servicio público, permitir a las Fuerzas Armadas intervenir en el orden público y combate a la delincuencia, eliminar la competencia de rendición de cuentas de la Contraloría, entre otros.
La Corte Constitucional aprobó la constitucionalidad de la propuesta, a excepción a la referente a cambios en la Acción de Protección de los ciudadanos, la cual fue dictaminada como procedente a través de Asamblea Constituyente. Se conformó una Comisión Ocasional de Tratamiento de las Enmiendas Constitucionales dentro de la Asamblea Nacional, la cual se encargó del tratamiento y socialización de las mismas, proceso que duró un año. En noviembre de 2015, el presidente Correa propuso una transitoria, en la cual se establecería que la reelección indefinida entre en vigencia a partir del 24 de mayo de 2017, no permitiendo la postulación de Correa y los asambleístas con dos períodos, la cual fue aceptada e integrada al paquete; de igual manera se desechó la enmienda que buscaba cambiar la organización territorial de la Defensoría del Pueblo.
Las enmiendas constitucionales fueron aprobadas por el pleno de la Asamblea el 3 de diciembre de 2015, con 100 votos oficialistas.
Pese a su aprobación, grupos de oposición generaron protestas dentro del país debido a no haber convocado a consulta popular para aprobar las enmiendas.
Las enmiendas aprobadas son las siguientes:
Artículo 261
El artículo 261, numeral 6 establece que el Estado central tendrá competencias exclusivas sobre las políticas de educación, salud, seguridad social, vivienda. Planificar, construir y mantener la infraestructura física y los equipamientos correspondientes en educación y salud. Mientras que el artículo 264, numeral 7 precisa que los gobiernos municipales tendrán las siguientes competencias exclusivas sin perjuicio de otras que determine la ley: Planificar, construir y mantener la infraestructura física y los equipamientos de los espacios públicos destinados al desarrollo social, cultural y deportivo de acuerdo con la ley. Previa autorización del ente rector de la política pública podrán construir y mantener la infraestructura física y los equipamientos de salud y educación.
Artículo 104
El artículo 104 incisos tercero y cuarto dirá: los gobiernos autónomos descentralizados, con la decisión de las tres cuartas partes de sus integrantes, podrán solicitar la convocatoria a consulta popular sobre temas de interés para su jurisdicción que sean de competencia del correspondiente nivel de gobierno. La ciudadanía podrá solicitar la convocatoria a consulta popular. Cuando la consulta sea de carácter nacional, el petitorio contará con el respaldo de un número no inferior al cinco por ciento de personas inscritas en el registro electoral.
Cambios reformarios
La enmienda a la Disposición Transitoria Primera, numeral 9 establece que en el plazo máximo de 360 días se aprobarán las leyes que regule la descentralización territorial de los distintos niveles de gobierno y el sistema de competencias, que incorporará los procedimientos para el cálculo y distribución anual de los fondos que recibirán los gobiernos autónomos descentralizados del Presupuesto General del Estado. Esta ley fijará el plazo para la conformación de regiones autónomas.
Contraloría General del Estado
La enmienda modifica los artículos 211 y 212, por tanto, prevé que la Contraloría General del Estado es un organismo técnico encargado del control de la utilización de los recursos estatales y de las personas jurídicas de derecho privado para disponer de recursos públicos. Serán funciones de la Contraloría General del Estado, además de las que determine la ley, numeral 2, determinar responsabilidades administrativas y civiles culposas e indicios de responsabilidad penal, relacionadas con los aspectos sujetos a su control, sin perjuicio de las funciones que en esta materia sean propias de la Fiscalía General del Estado.
Comunicación como servicio público
En el artículo 384 se agrega como primer inciso que la comunicación como un servicio público se prestará a través de medios públicos, privados y comunitarios.
Pensiones
Se añade un tercer inciso en el artículo 370, según el cual el Estado garantiza el pago de las pensiones de retiro de los miembros de las Fuerzas Armadas y la Policía Nacional.
Error gramatical
Se corrige un error gramatical entre las palabras previsional y provisional. Los fondos previsionales públicos y sus inversiones se canalizarán a través de una institución financiera de propiedad del Instituto Ecuatoriano de Seguridad Social; su gestión se sujetará a los principios de seguridad, solvencia, eficiencia, rentabilidad y al control del órgano competente.
Reducción de la edad
La enmienda al artículo 142 determina que la Presidenta o Presidente de la República debe ser ecuatoriano por nacimiento, haber cumplido treinta años de edad a la fecha de inscripción de su candidatura, estar en goce de los derechos políticos a la fecha de inscripción de su candidatura y no encontrarse incurso en ninguna de las inhabilidades o prohibiciones establecidas en la Constitución.
Seguridad integral
Se modifica el segundo inciso del artículo 158. Las Fuerzas Armadas tienen como misión fundamental la defensa de la soberanía e integridad territorial y, complementariamente, apoyar en la seguridad integral del Estado de conformidad con la ley.
Obreros y servidores públicos
La enmienda plantea eliminar el tercer inciso del artículo 229 y modificar el artículo 326 numeral 16. La normativa quedaría: Serán servidoras o servidores públicos todas las personas que en cualquier forma o a cualquier título trabajen, presten servicios o ejerzan un cargo, función o dignidad dentro del sector público. Los derechos de las servidoras y servidores públicos son irrenunciables. La ley definirá el organismo rector en materia de recursos humanos y remuneraciones para todo el sector público y regulará el ingreso, ascenso, promoción, incentivos, régimen disciplinario, estabilidad, sistema de remuneración y cesación de funciones de sus servidores.
El artículo 326, determina que el derecho al trabajo se sustenta en los siguientes principios: 16) en las instituciones del Estado y en las entidades de derecho privado en las que haya participación mayoritaria de recursos públicos; quienes cumplan actividades de representación, directivas, administrativas o profesionales y demás servidores públicos, se sujetarán a las leyes que regulan la administración pública. Bajo este régimen, los servidores públicos tendrán derecho a la organización para la defensa de sus derechos, para la mejora en la prestación de servicios públicos, a la huelga de conformidad con la Constitución y la ley. En virtud de que el Estado y la administración pública tienen la obligación de velar por el interés general, solo habrá contratación colectiva para el sector privado.
En la Disposición Transitoria Primera, prevé que las y los obreros del sector público que antes de la entrada en vigencia de la presente enmienda constitucional se encuentren sujetos al Código del Trabajo, mantendrán los derechos individuales y colectivos garantizados por este cuerpo legal. Una vez en vigencia la presente enmienda constitucional, las y los servidores públicos que ingresen al sector público se sujetarán a las disposiciones que regulan al mismo.
El órgano legislativo, en el plazo máximo de 180 días contados desde la entrada en vigencia de la enmienda constitucional, aprobará una ley reformatoria a las leyes que rigen al sector público, observando las disposiciones constitucionales enmendadas.
Postulación para reelegirse
Las autoridades de elección popular podrán postularse para reelegirse. Las autoridades de elección popular que se postulen para un cargo diferente deberán renunciar al que desempeñan. La Presidenta o Presidente de la República permanecerá cuatro años en sus funciones y podrá postularse para ser reelegido.
Se incluye una Disposición Transitoria Segunda que determina que las enmiendas constitucionales referentes a los artículos 114 y segundo inciso del artículo 144 de la Constitución de la República del Ecuador, referidas a los derechos de participación política, entrarán en vigencia desde el 24 de mayo de 2017.

### Derogatoria de las enmiendas del 2015
En diciembre de 2015, la Asamblea Nacional aprobó con una votación de 100 votos, de 109 presentes, un total de doce enmiendas constitucionales, incluyendo, entre otras: reelección inmediata sin límites, cambios en las competencias municipales, rol de las Fuerzas Armadas en la seguridad interna, entre otras.
Enmiendas vigentes entre 2015 y 2018:
1. Seguridad social militar y policial: El Estado garantiza el pago de tales pensiones jubilares. Art. 370.
2. Competencias de la Contraloría: Arts. 211 y 212.
3. Transfiere los obreros del sector público desde el Código de Trabajo hacia la Ley Orgánica de Servicio Público. Art. 229 y 326.
4. Se declara a la comunicación un servicio público. Art. 384.
5. Es atribución del Estado central la infraestructura de salud y educación, no de municipios. Arts. 261 y 264.
6. Edad para ser candidato a Presidente se redujo a 30 años. Art. 142.
7. Misión de las FFAA en la seguridad interna. Art. 158.
8. Los fondos previsionales del IESS no son provisionales. Art. 372.
9. La consulta popular seccional es sobre asuntos de competencia seccional. Art. 104.

El 1 de agosto de 2018, la Corte Constitucional declaró inconstitucionales todas las enmiendas aprobadas por la Asamblea Nacional, debido a que tenía que aprobarse enmienda por enmienda, no una sola votación para todo el paquete de enmiendas.

### Asignación de recursos a los Gobiernos Autónomos Descentralizados
El 26 de enero de 2021, se publicó en el Registro Oficial una enmienda constitucional aprobada por la Asamblea Nacional que especifica como se distribuirán recursos a los GADS en la ruralidad según su extensión geográfica en kilómetros.

## Referéndum Constitucional del 2018
En el 2018, la constitución fue modificada por aprobación del Referéndum constitucional y consulta popular de Ecuador de 2018, siendo los cambios los siguientes:
- 1.- Muerte civil a los funcionarios públicos culpables de corrupción: Sustitúyase el artículo 233 de la Constitución de la República del Ecuador por el siguiente texto: “Ninguna servidora ni servidor público estará exento de responsabilidades por los actos realizados en el ejercicio de sus funciones o por omisiones, y serán responsable administrativa, civil y penalmente por el manejo y administración de fondos, bienes o recursos públicos. Las servidoras o servidores públicos y los delegados o representantes a los cuerpos colegiados a las instituciones del Estado, estarán sujetos a las sanciones establecidas por delitos de peculado, cohecho, concusión y enriquecimiento ilícito. La acción para perseguirlos y las penas correspondientes serán imprescriptibles y en estos casos, los juicios se iniciarán y continuarán incluso en ausencia de las personas acusadas. Estas normas también se aplicarán a quienes participen en estos delitos, aun cuando no tengan las calidades antes señaladas. Las personas contra quienes exista sentencia condenatoria ejecutoriada por los delitos de peculado, enriquecimiento ilícito, concusión, cohecho, tráfico de influencias, oferta de realizar tráfico de influencias, y testaferrismo; así como, lavado de activos, asociación ilícita, y delincuencia organizada relacionados con actos de corrupción; estarán impedidos para ser candidatos a cargos de elección popular, para contratar con el Estado, para desempeñar empleos o cargos públicos y perderán sus derechos de participación establecidos en la presente Constitución.” Los cambios se ejecutaran mediante la siguiente forma:
  - LEY ORGANICA ELECTORAL Y DE ORGANIZACIONES POLITICAS DE LA REPUBLICA DEL ECUADOR, CÓDIGO DE LA DEMOCRACIA Sustitúyase el número 2 del artículo 96 de la Ley Orgánica Electoral y de Organizaciones Políticas de la República del Ecuador, Código de la Democracia, por el siguiente: “2. Quienes hayan recibido sentencia condenatoria ejecutoriada por delitos de peculado, enriquecimiento ilícito, concusión, cohecho, tráfico de influencias, oferta de realizar tráfico de influencias y testaferrismo; así como, lavado de activos, asociación ilícita y delincuencia organizada relacionados con actos de corrupción”.
  - LEY ORGÁNICA DEL SERVICIO PÚBLICO Sustitúyase el primer inciso del artículo 10 de Ley Orgánica del Servicio Público, por el siguiente texto: “Las personas contra quienes exista sentencia condenatoria ejecutoriada por delitos de: peculado, enriquecimiento ilícito, concusión, cohecho, tráfico de influencias, oferta de realizar tráfico de influencias, y testaferrismo; así como, lavado de activos, asociación ilícita y delincuencia organizada relacionados con actos de corrupción; y, en general, quienes hayan sido sentenciados por defraudaciones a las instituciones del Estado están prohibidos para el desempeño, bajo cualquier modalidad, de un puesto, cargo, función o dignidad pública”.
  - CÓDIGO ORGÁNICO INTEGRAL PENAL Agréguese el número 14 al artículo 60 del Código Orgánico Integral Penal, que disponga: “14. Inhabilitación para contratar con el Estado que se aplicará en sentencias condenatorias por delitos de peculado, enriquecimiento ilícito, concusión, cohecho, tráfico de influencias, oferta de realizar tráfico de influencias, y testaferrismo; así como, lavado de activos, asociación ilícita y delincuencia organizada relacionados con actos de corrupción, pena no privativa de la libertad que será comunicada al organismo técnico regulatorio del Sistema Nacional de Contratación Pública”.                                                                                                                                                                                                                                                                                                                       Agréguese como segundo inciso en el artículo 68 del Código Orgánico Integral Penal, el siguiente: “En el caso de los delitos de peculado, enriquecimiento ilícito, concusión, cohecho, tráfico de influencias, oferta de realizar tráfico de influencias y testaferrismo; así como, lavado de activos, asociación ilícita y delincuencia organizada relacionados con actos de corrupción, los jueces de forma obligatoria aplicarán esta sanción por un lapso de entre diez y veinticinco años”.                                                                                                                                                                                                                                           En el artículo 77 del Código Orgánico Integral Penal incorpórese el siguiente inciso final: “Las personas condenadas con sentencia ejecutoriada por la comisión de delitos de peculado, enriquecimiento ilícito, concusión, cohecho, tráfico de influencias, oferta de realizar tráfico de influencias y testaferrismo; así como, lavado de activos, asociación ilícita y delincuencia organizada relacionados con actos de corrupción, responderán con sus bienes hasta el monto de la reparación integral del Estado y la sociedad”.                                                                                                                                                                                  En el artículo 280 del Código Orgánico Integral Penal añádase el siguiente inciso final: “En caso de determinarse responsabilidad de la persona jurídica será sancionada con la disolución y liquidación y el pago de una multa de quinientos a mil salarios básicos unificados del trabajador en general”.                                                                                                                                                                                              En el artículo 285 del Código Orgánico Integral Penal incorpórese como tercer inciso, el siguiente: “En caso de determinarse responsabilidad de la persona jurídica será sancionada con la disolución y liquidación y el pago de una multa de quinientos a mil salarios básicos unificados del trabajador en general”.                                                                                                                                                             En el artículo 289 del Código Orgánico Integral Penal incorpórese como segundo inciso, el siguiente: “En caso de establecerse responsabilidad de personas jurídicas serán sancionadas con su extinción y multa de multa de quinientos a mil salarios básicos unificados del trabajador en general”.
- 2.- Eliminación de la reelección indefinida: Sustitúyase el texto del art. 114 de la Constitución por el siguiente: "Las autoridades de elección popular podrán reelegirse por una sola vez, consecutiva o no, para el mismo cargo. Las autoridades de elección popular que se postulen para un cargo diferente deberán renunciar al que desempeñan." Sustitúyase el segundo inciso del artículo 144 por el siguiente: "La Presidenta o Presidente de la República permanecerá 4 años en sus funciones y podrá ser reelecto por una sola vez". Incorpórese una Disposición General Primera, con el siguiente texto: "Déjense sin efecto desde su aprobación los artículos 2, 4 y la Disposición Transitoria Segunda de las enmiendas constitucionales aprobadas del 3 de diciembre del 2015 por la Asamblea Nacional". Incorpórese una Disposición General Segunda, con el siguiente texto: "Las autoridades de elección popular que ya hubiesen sido reelegidas desde la entrada en vigor de la Constitución de Montecristi no podrán postularse para el mismo cargo."
- 3.- Instauración de un Consejo de Participación Ciudadana y Control Social Transitorio y Modificación del método de elección de los consejeros a votación popular: 1. Terminación anticipada de periodo: Se dan por terminados los periodos constitucionales de los consejeros principales y suplentes del Consejo de Participación Ciudadana y Control Social, quienes cesarán en sus funciones el día en que se instale el Consejo de Participación Ciudadana y Control Social que llevará a cabo la transición conforme a este anexo.
- 2. Enmiendas a la Constitución de la República del Ecuador Agréguese un inciso tercero al artículo 112 de la Constitución que disponga: “Los partidos y movimientos políticos o sus alianzas no podrán postular candidatas o candidatos a las elecciones al Consejo de Participación Ciudadana y Control Social.”. Sustituyase el inciso primero del artículo 205 de la Constitución por el siguiente texto: “Los representantes de las entidades que forman parte de la Función de Transparencia y Control Social tendrán fuero de Corte Nacional y estarán sujetos al enjuiciamiento político de la Asamblea Nacional. Ejercerán sus funciones durante un periodo de cinco años, a excepción de los miembros del Consejo de Participación Ciudadana y Control Social cuyo mandato será de cuatro años. En caso de ser enjuiciados políticamente, y de procederse a su destitución, se deberá realizar un nuevo proceso de designación, salvo para los miembros del Consejo de Participación Ciudadana y Control Social, en cuyo caso se principalizará el correspondiente suplente hasta la finalización de ese periodo. En ningún caso la Función Legislativa podrá designar al reemplazo.”. Sustituyase el inciso tercero del artículo 207 de la Constitución por el siguiente texto: “Las consejeras y consejeros serán elegidos por sufragio universal, directo, libre y secreto cada cuatro años coincidiendo con las elecciones a las autoridades de los gobiernos autónomos descentralizados. El régimen de sus elecciones estará contemplado en ley orgánica que regule su organización y funcionamiento.”. Agréguese un cuarto inciso al artículo 207 de la Constitución que disponga: “Las consejeras y consejeros deberán ser ciudadanas y ciudadanos con trayectoria en organizaciones sociales, en participación ciudadana, en la lucha contra la corrupción o de reconocido prestigio que evidencie su compromiso cívico y de defensa del interés general. Las consejeras y consejeros no podrán ser afiliados, adherentes o dirigentes de partidos o movimientos políticos, durante ios últimos cinco años,”.
- 3. Régimen de transición del Consejo de Participación Ciudadana y Control Social: Se dan por terminados anticipadamente los periodos de las consejeras y consejeros del actual Consejo de Participación Ciudadana y Control Social. Hasta la instalación del nuevo Consejo de Participación Ciudadana y Control Social conforme al sistema establecido en la Constitución enmendada, se establece un Consejo de Participación Ciudadana y Control Social que asumirá transitoriamente todas las facultades, deberes y atribuciones que la Constitución y las leyes le otorgan al Consejo de Participación Ciudadana y Control Social y estará conformado por siete miembros nombrados por la Asamblea Nacional de entre ternas enviadas por el presidente de la República. En caso de que la Asamblea Nacional no procediera al nombramiento de las consejeras y consejeros propuestos en el plazo de veinte días contados desde la fecha de presentación de las ternas, asumirán los cargos aquellos que ocupen el primer lugar en el orden de prelación de las mismas. El Consejo en transición tendrá por misión el fortalecimiento de los mecanismos de transparencia y control, de participación ciudadana, y de prevención y combate a la corrupción para lo cual propondrá a los órganos competentes las reformas necesarias. El Consejo en transición evaluará el desempeño de las autoridades designadas por el Consejo de Participación Ciudadana y Control Social cesado, en el plazo máximo de seis meses desde su instalación, pudiendo, de ser el caso, declarar la terminación anticipada de sus periodos, y si lo hiciere procederá inmediatamente a la convocatoria de los respectivos procesos de selección. Para el efecto, expedirá una normativa que regule el proceso de evaluación garantizando el debido proceso, con audiencia a las autoridades evaluadas e incluyendo los mecanismos de impugnación y participación ciudadana necesarios. Del mismo modo, garantizará la mejora, objetividad, imparcialidad y transparencia de los mecanismos de selección de las autoridades cuya designación sea de su competencia. Los miembros del Consejo estarán sometidos a juicio político y tendrán fuero de Corte Nacional. El Consejo de Participación Ciudadana y Control Social en transición ejercerá sus funciones de forma improrrogable hasta que se instale el nuevo Consejo tras su elección, que será coincidente con los próximos comicios para designar a las autoridades de los gobiernos autónomos descentralizados. Quedarán sin efecto los concursos públicos de oposición y méritos que esté llevando a cabo el actual Consejo de Participación Ciudadana y Control Social para la designación de autoridades que sean de su competencia, desde la promulgación de los resultados oficiales del referéndum. Las consejeras y consejeros cesados en sus funciones del Consejo de Participación Ciudadana y Control Social, así como, los integrantes del Consejo en transición, no podrán postularse como candidatos para la conformación del nuevo Consejo de Participación Ciudadana y Control Social. El Presidente de la República enviará un proyecto de ley que reforme la ley que regula la organización y funcionamiento del Consejo de Participación Ciudadana y Control Social para adecuarla a las enmiendas constitucionales, en el plazo de treinta días. La Asamblea Nacional, sin dilaciones, tramitará y aprobará el proyecto en el plazo de sesenta días.
- 4.- No Prescripción de los Delitos Sexuales contra Niños y Adolescentes: Añádase al numeral 4 del artículo 46 de la Constitución un segundo inciso con el siguiente texto: “Las acciones y las penas por delitos contra la integridad sexual y reproductiva cuyas víctimas sean niñas, niños y adolescentes serán imprescriptibles”.
- Sustitúyase el numeral 4 del artículo 16 del Código Orgánico Integral Penal por el siguiente texto: “Las infracciones de agresión a un Estado, genocidio, lesa humanidad, crímenes de guerra, desaparición forzada de personas, peculado, cohecho, concusión, enriquecimiento ilícito, las acciones legales por daños ambientales; y, los delitos contra la integridad sexual y reproductiva cuyas víctimas sean niños, niñas y adolescentes, son imprescriptibles tanto en la acción como en la pena”.
- Sustitúyase el inciso final del artículo 75 del Código Orgánico Integral Penal por el siguiente texto: “No prescriben las penas determinadas en las infracciones de agresión, genocidio, lesa humanidad, crímenes de guerra, desaparición forzada de personas, crímenes de agresión a un estado, peculado, cohecho, concusión, enriquecimiento ilícito, daños ambientales y, contra la integridad sexual y reproductiva cuyas víctimas sean niños, niñas y adolescentes”.
- 5.- Prohibición de la Minería Metálica en Zonas Protegidas: Agréguese un segundo inciso al artículo 407 de la Constitución de la República del Ecuador con el siguiente texto: “Se prohíbe todo tipo de minería metálica en cualquiera de sus fases en áreas protegidas, centros urbanos y zonas intangibles”.
- Sustituyase el artículo 54 del Código Orgánico de Ambiente por el siguiente texto: “De la prohibición de actividades extractivas en áreas protegidas y zonas intangibles.- Se prohíben las actividades extractivas de hidrocarburos y minería no metálica dentro del Sistema Nacional de Áreas Protegidas y en zonas declaradas como intangibles, incluida la explotación forestal, salvo la excepción prevista en la Constitución, en cuyo caso se aplicarán las disposiciones pertinentes de este Código. Se prohíbe todo tipo de minería metálica en cualquiera de sus fases en áreas protegidas, centros urbanos y zonas intangibles”.

Fuente: